# Friedrich Zarncke
Friedrich Karl Theodor Zarncke (Zahrensdorf, 7 luglio 1825 – Lipsia, 15 ottobre 1891) è stato un filologo e germanista tedesco.

## Biografia
Friedrich Zarncke nacque a Zahrensdorf, nel Granducato di Meclemburgo-Schwerin, figlio di un pastore di campagna.
Frequentò il ginnasio di Rostock, studiando dal 1844 al 1847 alle Università di Rostock, Lipsia e Berlino. Nel 1848 fu assunto per riordinare l'importante biblioteca di letteratura antica germanica di Freiherr Karl Hartwig von Meusebach (1781–1847) e per sovrintendere al suo trasferimento da Baumgartenbrück, vicino a Potsdam, alla Biblioteca reale di Berlino.
Nel 1850 fondò a Lipsia la rivista letteraria Literarisches Centralblatt für Deutschland. Nel 1852 si stabilì come privatdozent (libero docente pagato solo dagli studenti) all'Università di Lipsia. Nel 1858 ottenne la cattedra.

## Opere
Pubblicò un'edizione del Narrenschiff (1854) di Sebastian Brandt, un trattato Zur Nibelungenfrage (1854), seguito da un'edizione della Canzone dei Nibelunghi (Nibelungenlied, 1856, 12ª ediz. 1887), e Beiträge zur Erläuterung und Geschichte des Nibelungenliedes (1857). Scrisse una serie di importanti studi sulla letteratura medioevale, la maggior parte dei quali pubblicati sulle relazioni (Berichte) della Società sassone per le scienze. Tra questi vi sono:
- Muspilli (1866), poema in lingua alto-tedesca antica
- Gesang vom heiligen Georg (1874)
- Priester Johannes (1874), la leggenda del Prete Gianni
- Der Graltempel (1876)
- Annolied (1887)

Tra le sue altre opere:
- Un trattato su Christian Reuter (1884)
- Un trattato sui ritratti di Goethe (1884)
- Die urkundlichen Quellen zur Geschichte der Universität Leipzig (1857), un trattato sulla storia dell'Università di Lipsia
- Die deutschen Universitäten im Mittelalter (1857)
- Kleine Schriften (1897)